# Спортивная улица (Москва)
Спорти́вная у́лица (до 26 августа 1960 года — Спорти́вная у́лица посёлка Ленино-Дачное) — улица, расположенная в Южном административном округе города Москвы на территории района Бирюлёво Восточное.

## История
Улица находится на территории бывшего посёлка Ленино-Дачное, где она также называлась Спорти́вная у́лица по стадиону завода «Огонёк», который она окружает, образуя кольцо.

## Расположение
Спортивная улица проходит вокруг стадиона завода «Огонёк», образуя кольцо, вокруг улицы не замкнутым с юга кольцом проходит проезд Кошкина, от Спортивной улицы лучами расходятся 1-я, 2-я, 3-я, 5-я, 6-я, 8-я, 9-я, 10-я, 11-я Радиальные улицы, с запада проходит Липецкая улица. На улице организовано одностороннее движение (против часовой стрелки).

## Примечательные здания и сооружения
По нечётной стороне:
По чётной стороне:

## Транспорт

### Автобус
- м82: от 6-й Радиальной улицы до 1-й Радиальной улицы (только к 14-му микрорайону Орехова-Борисова)
- с854: от 6-й Радиальной улицы до 3-й Радиальной улицы (от станции метро «Орехово» к 3-й Радиальной улице)
- с854: от 3-й Радиальной улицы до 7-й Радиальной улицы и от 6-й Радиальной улицы до 1-й Радиальной улицы (от 3-й Радиальной улицы к станции метро «Орехово»)

На Спортивной улице у дома 2а (хоспис Царицыно) расположена остановка «Спортивная улица» автобусов м82 и с854.

### Метро
- Станция метро «Царицыно» Замоскворецкой линии — севернее улицы, на пересечении Каспийской и Луганской улиц.

### МЦД
- Станция «Царицыно» МЦД-2 — севернее улицы, вблизи Новоцарицынского шоссе и улицы Тюрина.